# تلدو
تلدو أو الحولة مدينة ومركز منطقة إدارية في محافظة حمص. تقع المدينة إلى الشمال الغربي من مدينة حمص في المنطقة الوسطى من سوريا على بعد 20 كم من مدينة حمص و 18 كم من مدينة حماة. هي من المدن النامية بشكل سريع في ريف حمص، حيث استطاعت الانتقال من قرية إلى مدينة. بلغ عدد سكان الناحية (قبل أن تتحول إلى منطقة) 71,503 نسمة حسب تعداد عام 2004.
في 25 مايو 2012، كانت تلدو وقرية الشومرية المجاورة مسرحاً لمجزرة الحولة التي قُتل فيها 108 مدنيين، بينهم 49 طفلاً و32 امرأة، بسبب قصف الجيش السوري والهجمات البرية التي شنتها عناصر ميليشيا الشبيحة الحكومية. اعتبارًا من 21 يونيو 2012، تم طرد القوات الحكومية من وسط المدينة التي انتقلت إلى مواقع على أطراف المدينة. وفي 15 مايو 2018، استعادت القوات السورية السيطرة على البلدة.